# Macarons (coiffure)
Pour les articles homonymes, voir macaron (homonymie).
Les macarons sont une coiffure où les cheveux sont séparés en deux parties égales par le milieu du crâne, et réunis en une forme arrondie rappelant un chignon sur l'oreille.
La base pour faire des macarons est souvent des couettes ou des nattes.
La princesse Leia dans Star Wars porte des macarons.

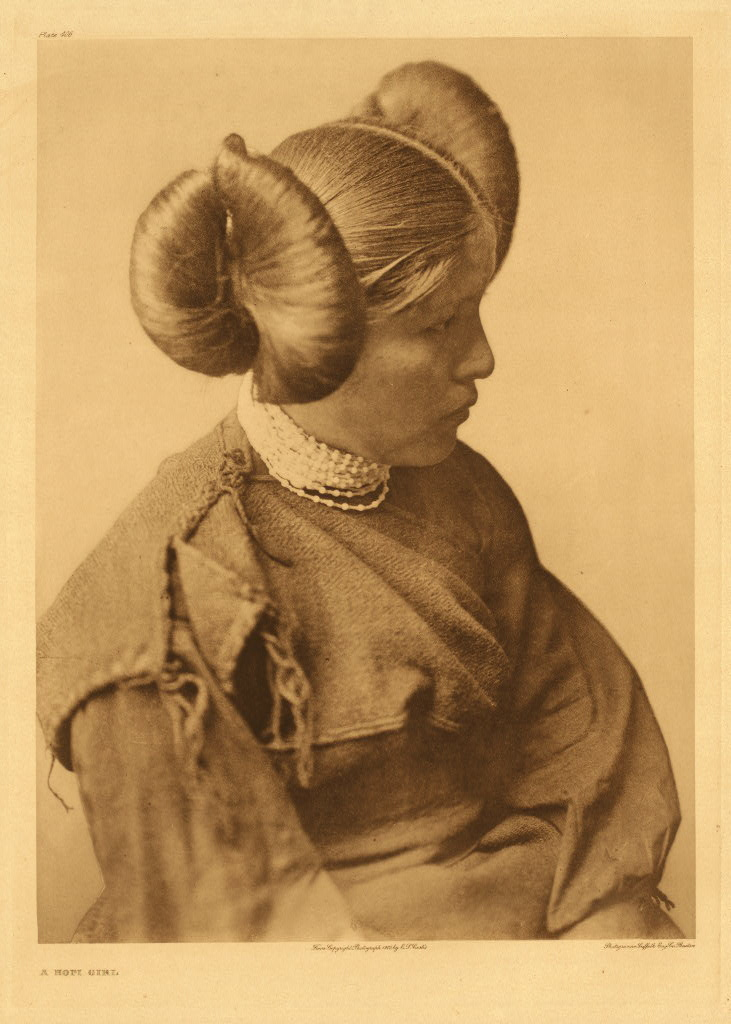
Exemple de macarons d'une fille hopi.
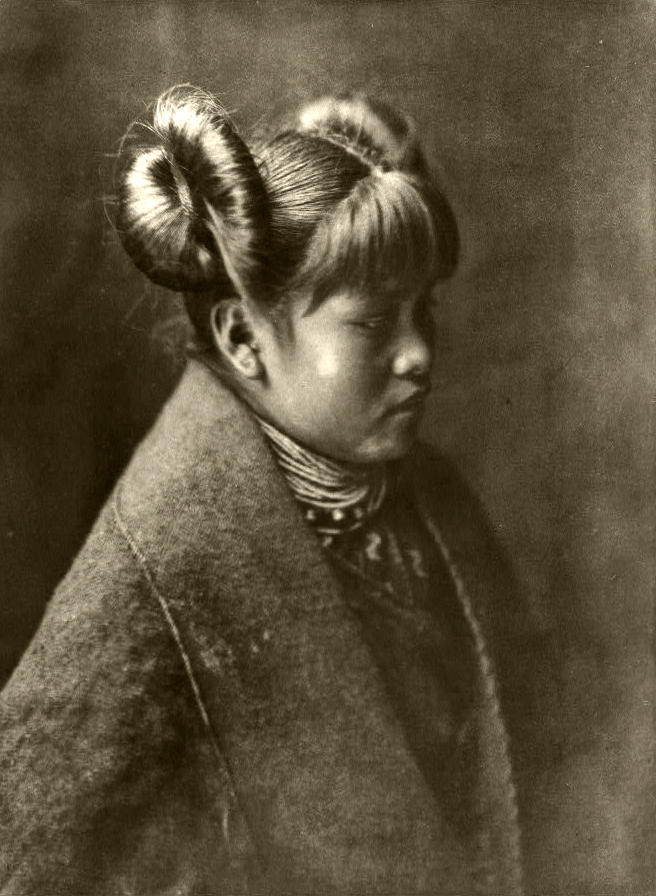
Exemple de macarons.